# Мошненський замок
Мошненський замок (пол. Zamek w Mosznej, нім. Schloss Moschen) — історична садиба, розташована в селі Мошна в гміні Стшелечки Крапковицького повіту Опольського воєводства в Польщі. Є одним із найпопулярніших туристичних об'єктів у Опольському воєводстві.
Попри те, що офіційно будівля називається замком, вона фактично є палацом, адже ніколи не виконувала оборонних функцій.

## Історія

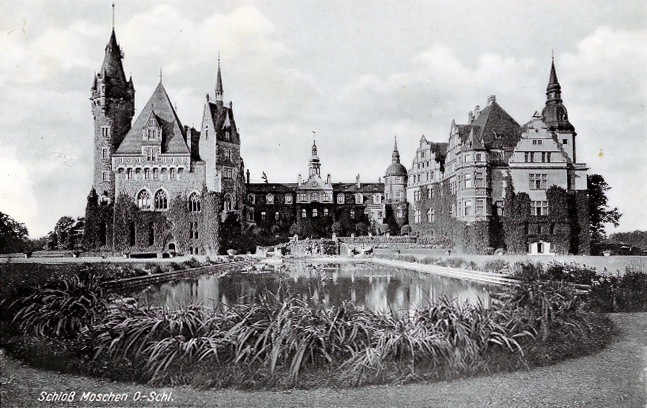
Палац на старій поштовій листівці

Палац було побудовано в середині XVIII століття як бароковий палац. З 1866 по 1945 роки тут знаходилася резиденція сілезької родини промислових магнатів Тіле-Вінклерів. Нинішній вигляд будівля отримала після 1896 року, коли в ніч з 2 на 3 червня палац частково згорів. Старий палац було відновлено, до 1900 року була побудована східна частина в неоготичному стилі з оранжереєю, а в 1912—1914 роках було добудовано західне крило у стилі неоренесансу.
Першопочатково планувалося, що члени родини Тіле-Вінклер мали бути поховані в склепі під палацовою каплицею. Через те, що там була занадто висока вологість, було вирішено перенести сімейне захоронення на кладовище, розташоване в палацовому парку.
У 1911 та 1912 роках, під час полювань, організованих графом Францом-Губертом Тіле-Вінклером, тут гостював німецький імператор Вільгельм II. На початку XX століття в палацовому парку було виявлено фрагменти підземель, які Г. Бартель у 1929 році ототожнював із замком тамплієрів, який ймовірно був з'єднаним під землею із замком у Хшеліцах. Вже після Другої світової війни, під час будівельних робіт, на території палацу було виявлено сліди середньовічного палісаду.
Родина Тіле-Вінклер покинула палац навесні 1945 року.
Під час Другої світової війни палац уникнув пошкоджень, у ньому було облаштовано лазарет. У 1945 році в палаці квартирувалися війська радянської армії. У той період більша частина палацових інтер'єрів була знищена, а більшість творів мистецтва, що зберігалися в замку (головним чином, картини та скульптури) було вивезено.
Після війни в палаці впродовж нетривалого часу розміщувалися різні установи, лише в 1972 році він став резиденцією санаторію, а з 1996 року — Центру терапії неврозів. У 1948 році на частині земель колишнього маєтку було створено Державний кінний завод.

## Сучасність
Донедавна у будівлі знаходився Центр терапії неврозів. З квітня 2013 року, у зв'язку з побудовою нового корпусу шпиталю, до нього було перенесено медичне устаткування з замку.
На разі, палац частково відкритий для відвідування туристами; у каплиці відбуваються концерти камерної музики, а в галереї — художні виставки. У палаці є 365 кімнат та 99 веж, а його площа складає 8 тисяч м².
У наш час у палаці функціонує готель та ресторан.

## Замковий парк
Будівля оточена парком, який теж відкритий для відвідування. На особливу увагу заслуговують понад 300-літня дубова алея, понад 200-літня липова алея з симетричними каналами по обидвох її сторонах та каштанова алея. На схід від липової алеї, розташований став з острівцем, на який можна потрапити перейшовши через місток у китайському стилі.
У парку відбувається щорічне Свято квітучої Азалії — у травні та червні, на якому популяризується музика польських та німецьких композиторів, під час свята у галереї відбуваються художні виставки, також тут проходять пленери малярства.

## Замок у мистецтві
У 1978 році тут знімали радянсько-польський кінофільм «Дізнання пілота Піркса», а у 1985 році — польський кінофільм «Я люблю вампіра».

## Фотогалерея

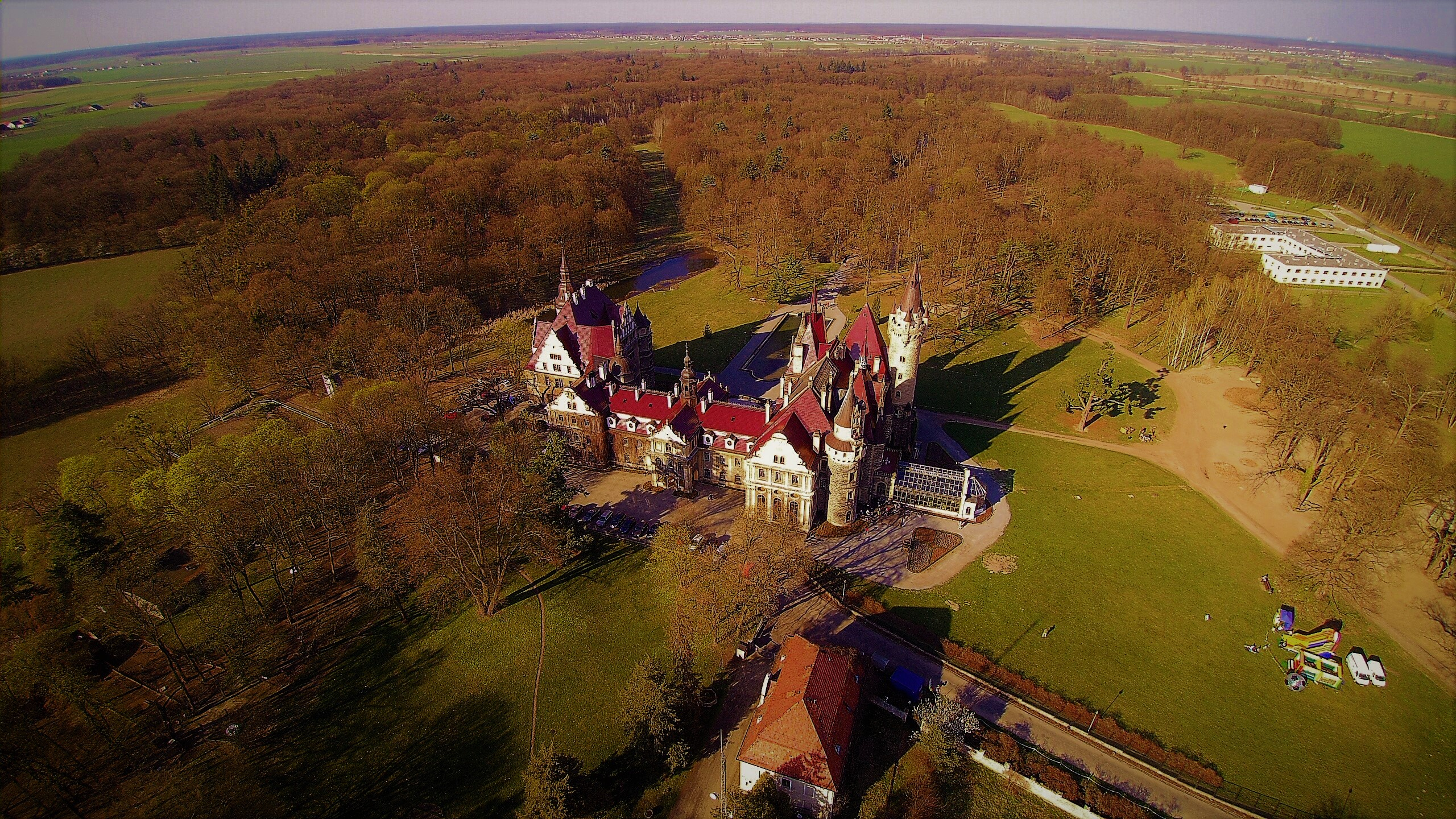
Палац з льоту птаха
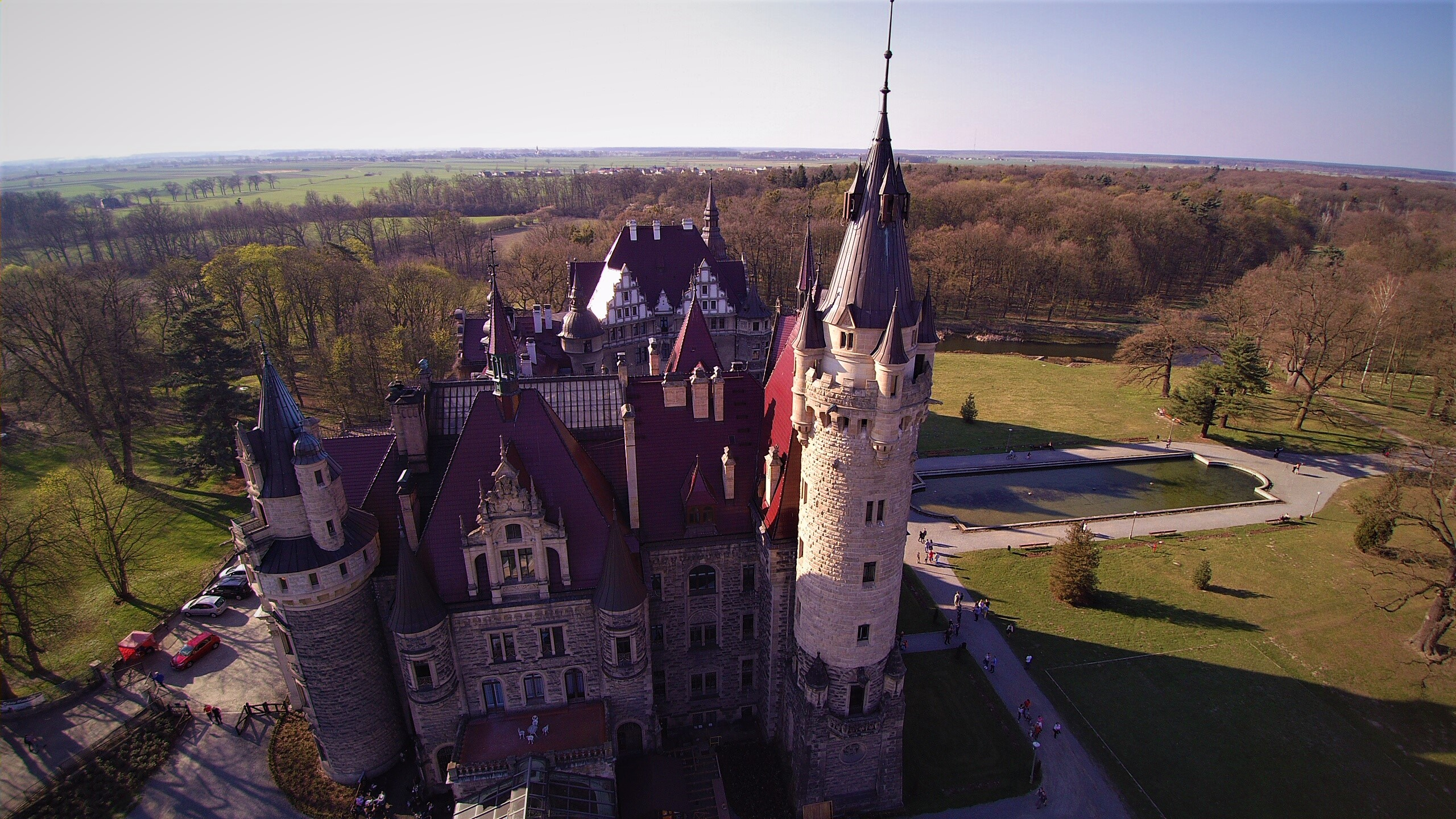
Вигляд палацу згори
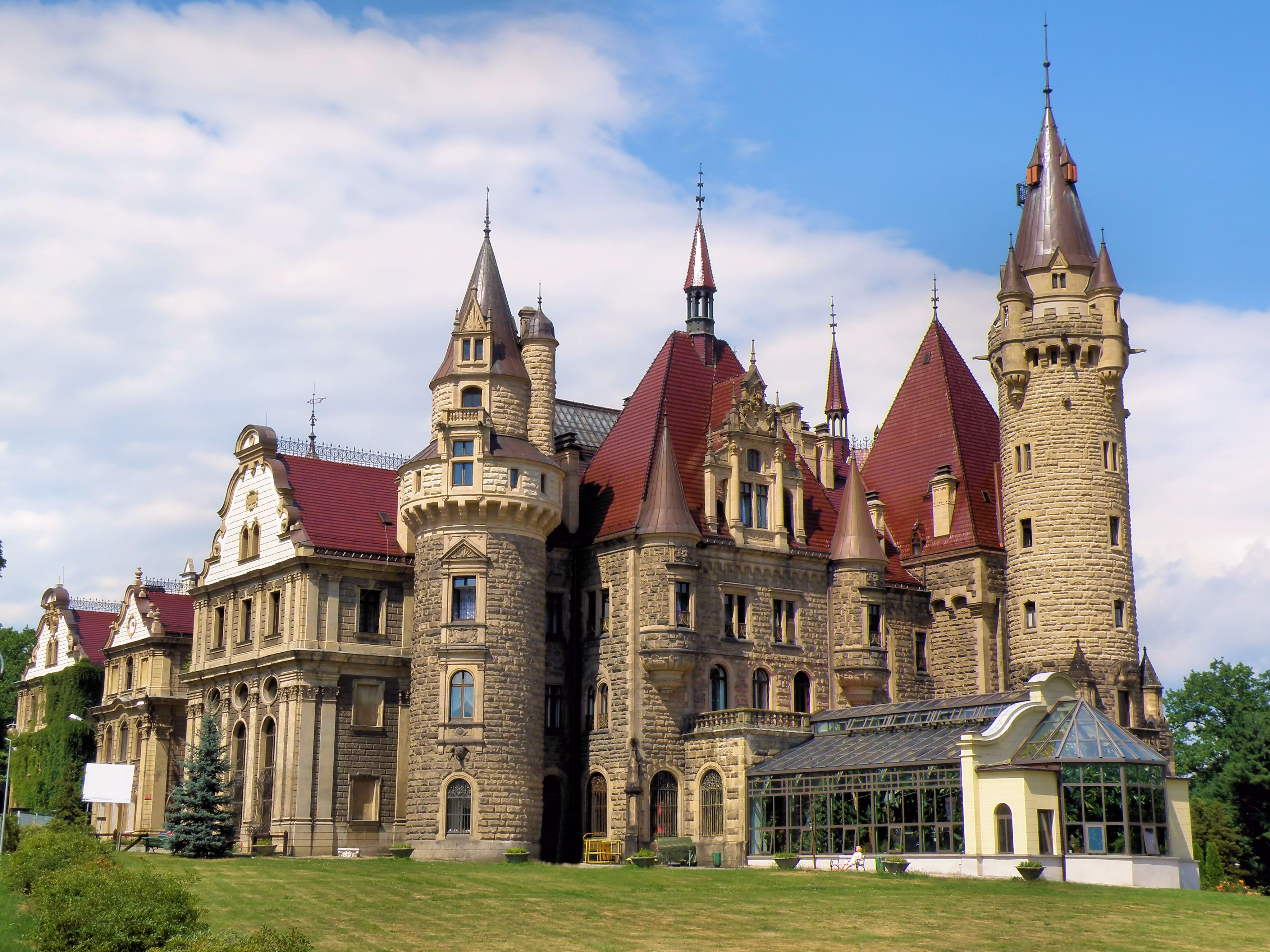
Східне крило палацу в неоготичному стилі та оранжерея
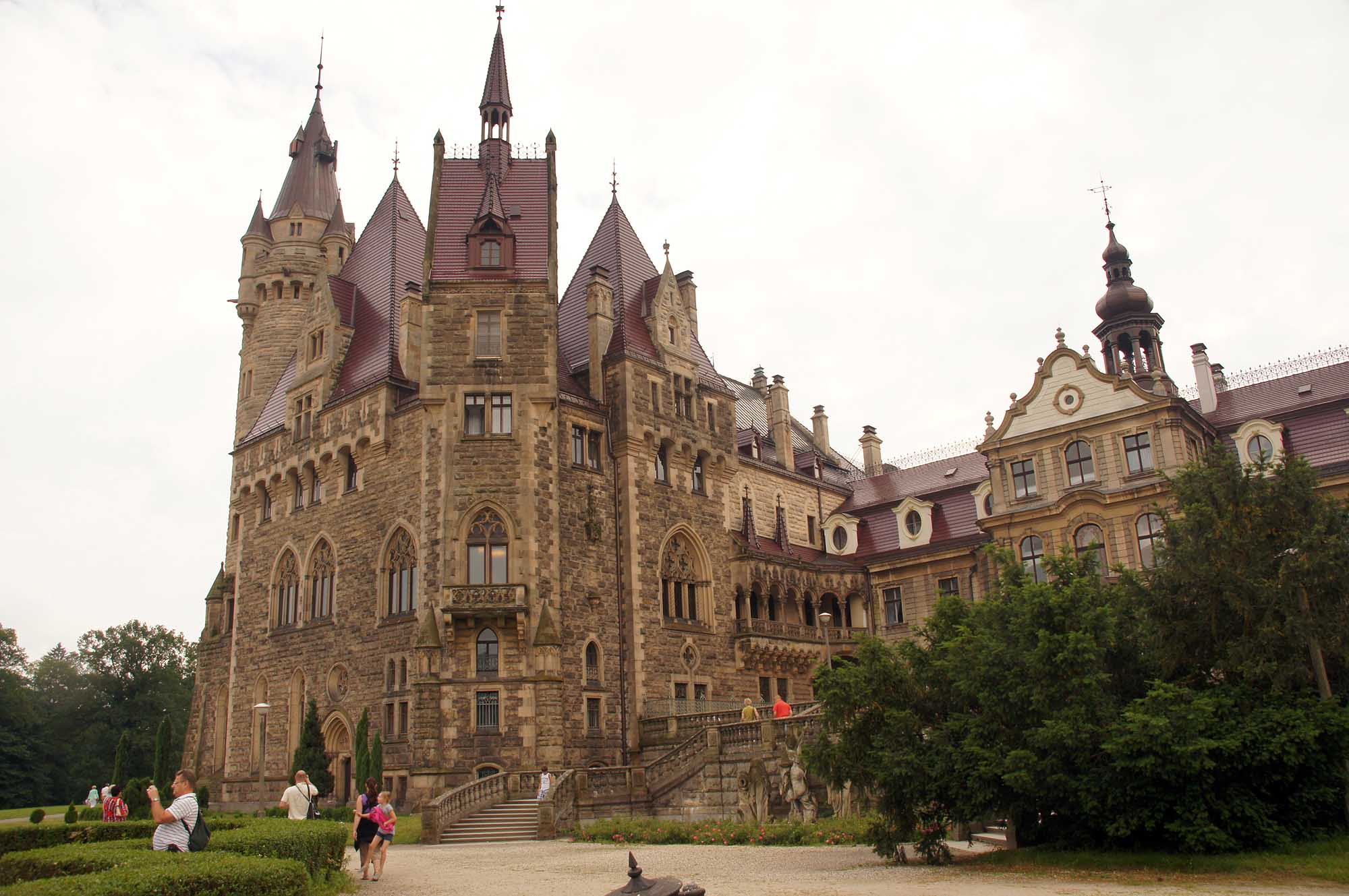
Вигляд замку з парку
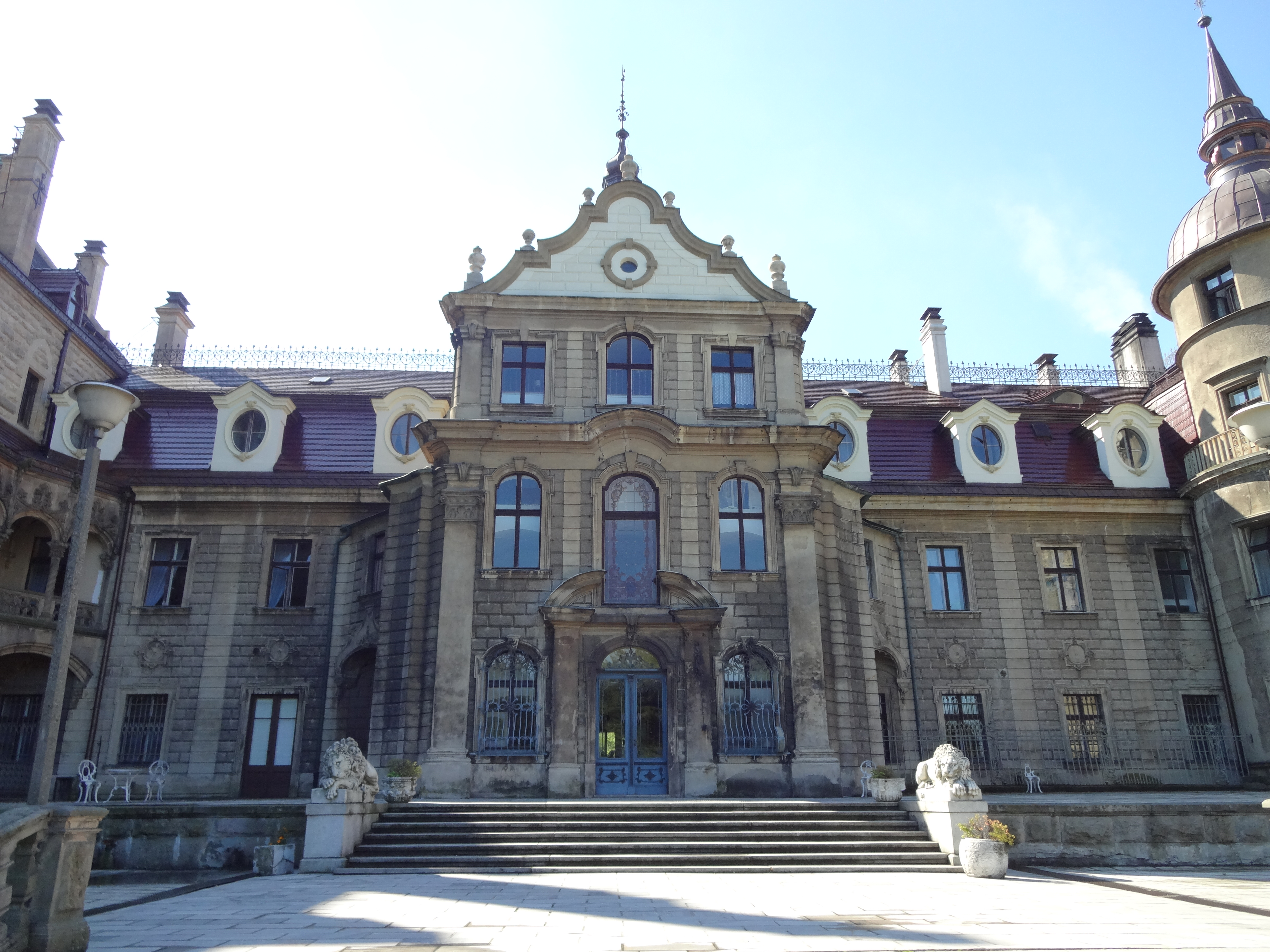
Центральна частина замку в необароковому стилі
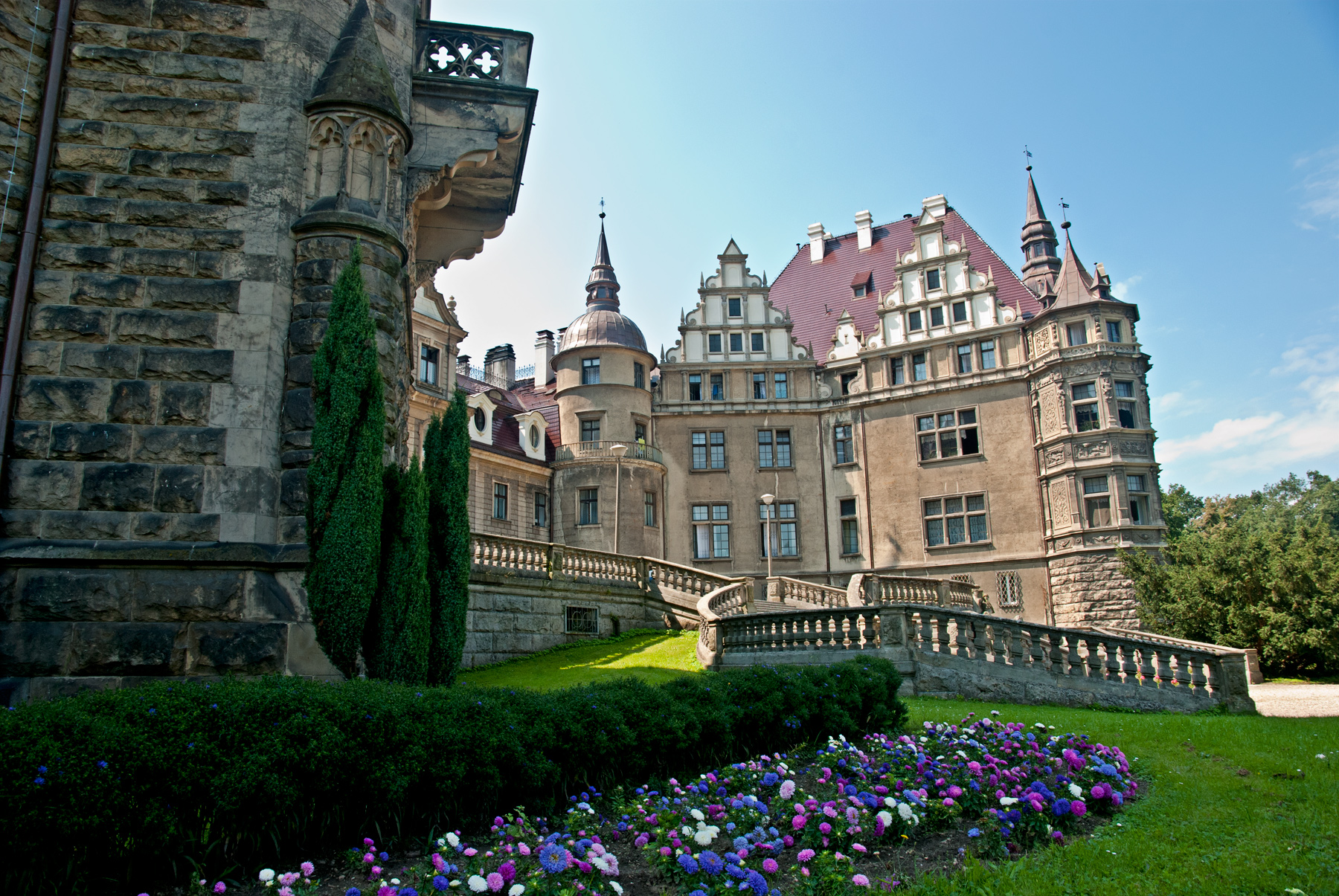
Західне крило замку у неоренесансному стилі
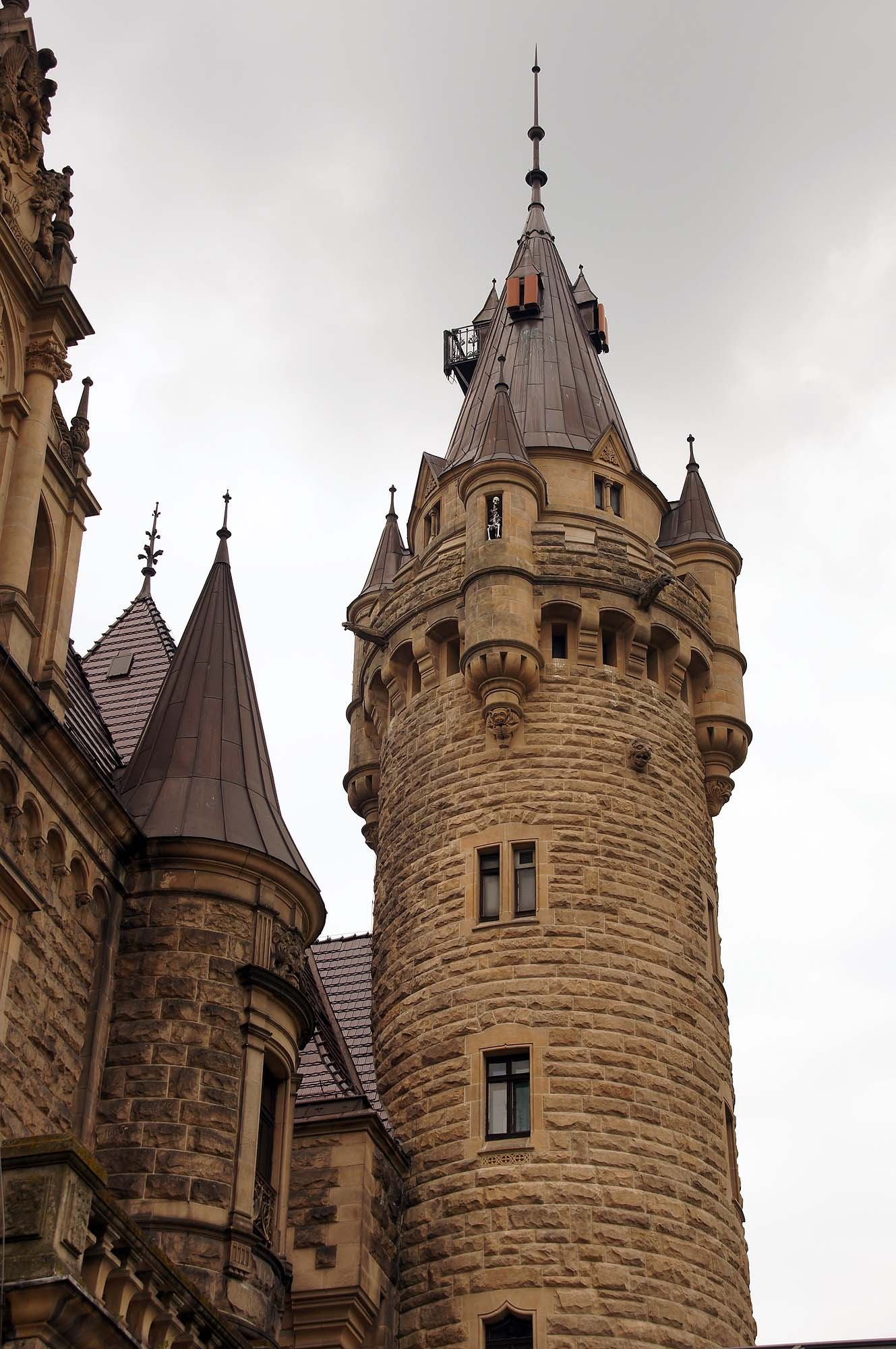
Вежа палацу
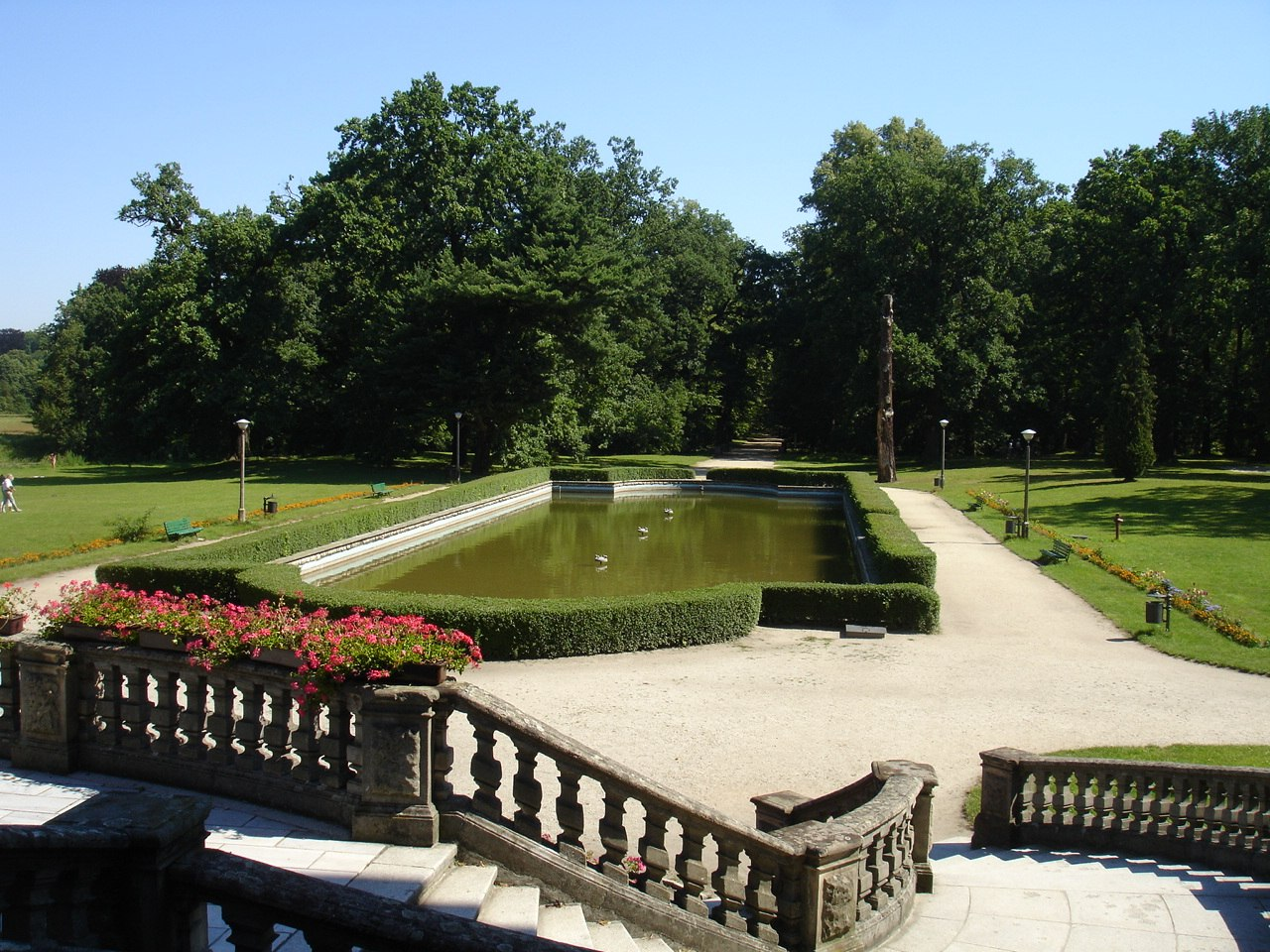
Вигляд парку з тераси палацу
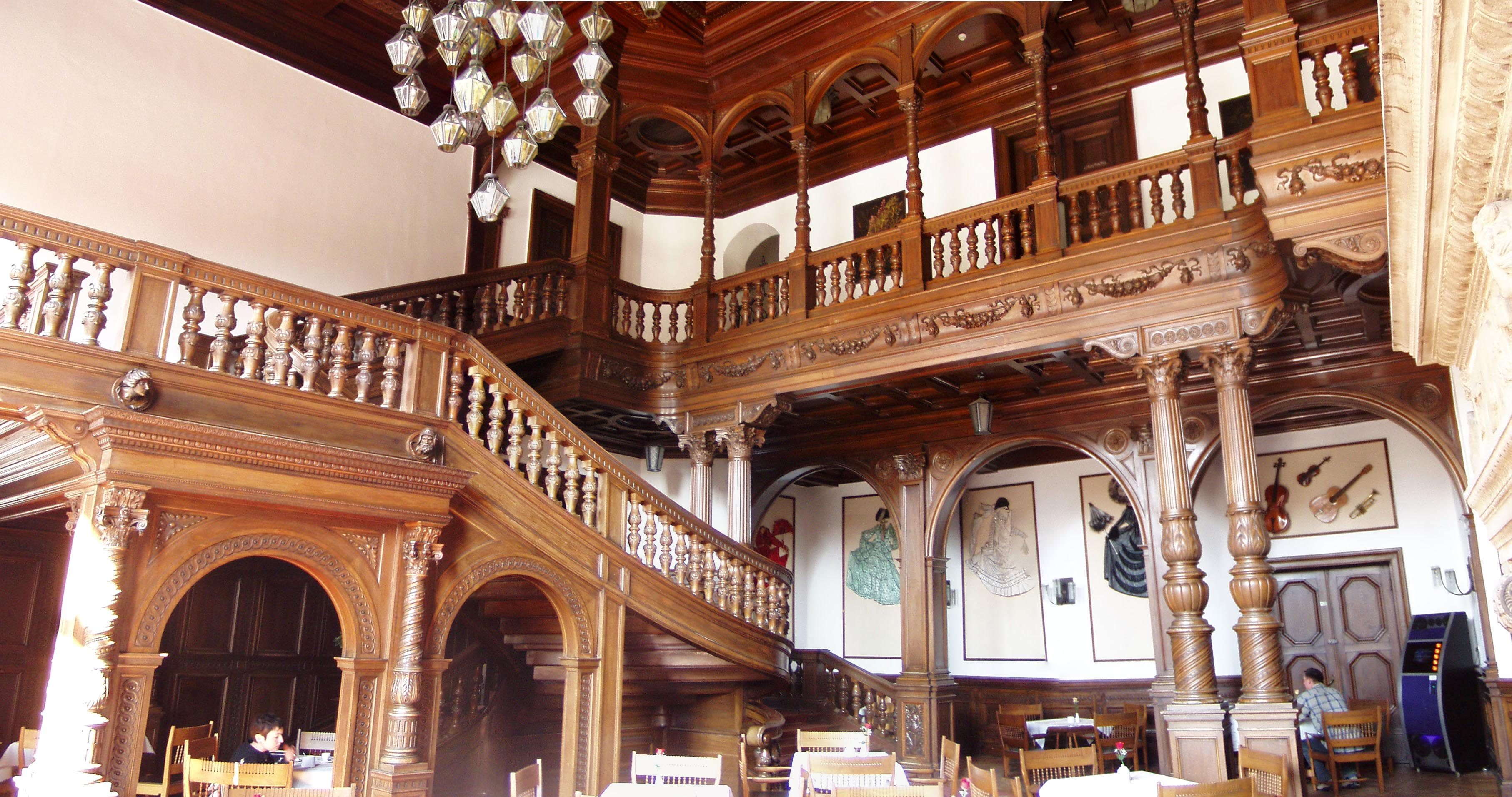
Інтер'єр палацу